# 若槻頼胤
若槻 頼胤（わかつき よりたね、生没年不詳）は、鎌倉時代の武将。本姓は源氏。父は鎌倉幕府御家人で源義家の孫にあたる若槻頼隆。官位は従五位下、下総守。子に押田頼広がいる。

## 概要
北信濃の若槻荘を本拠とし鎌倉幕府にも出仕した。
足利氏新田氏に次ぐ清和源氏の嫡流に連なる家として鎌倉幕府の北条氏から遇された。
頼胤は下総守を称して子孫は千葉氏に仕えた。子の頼広は押田氏の祖となる。押田氏は千葉氏の庇護を受け、子孫は千葉氏に近侍、江戸時代には幕府の旗本となる。江戸幕府12代将軍徳川家慶の生母・香琳院は押田氏の娘である。